# Didimera
Der Didimera (indonesisch Gunung Didimera) ist ein osttimoresischer Berg im Verwaltungsamt Uato-Lari (Gemeinde Viqueque). Er liegt westlich des Flusses Borouai. Der Didimera hat eine Höhe von 140 m.

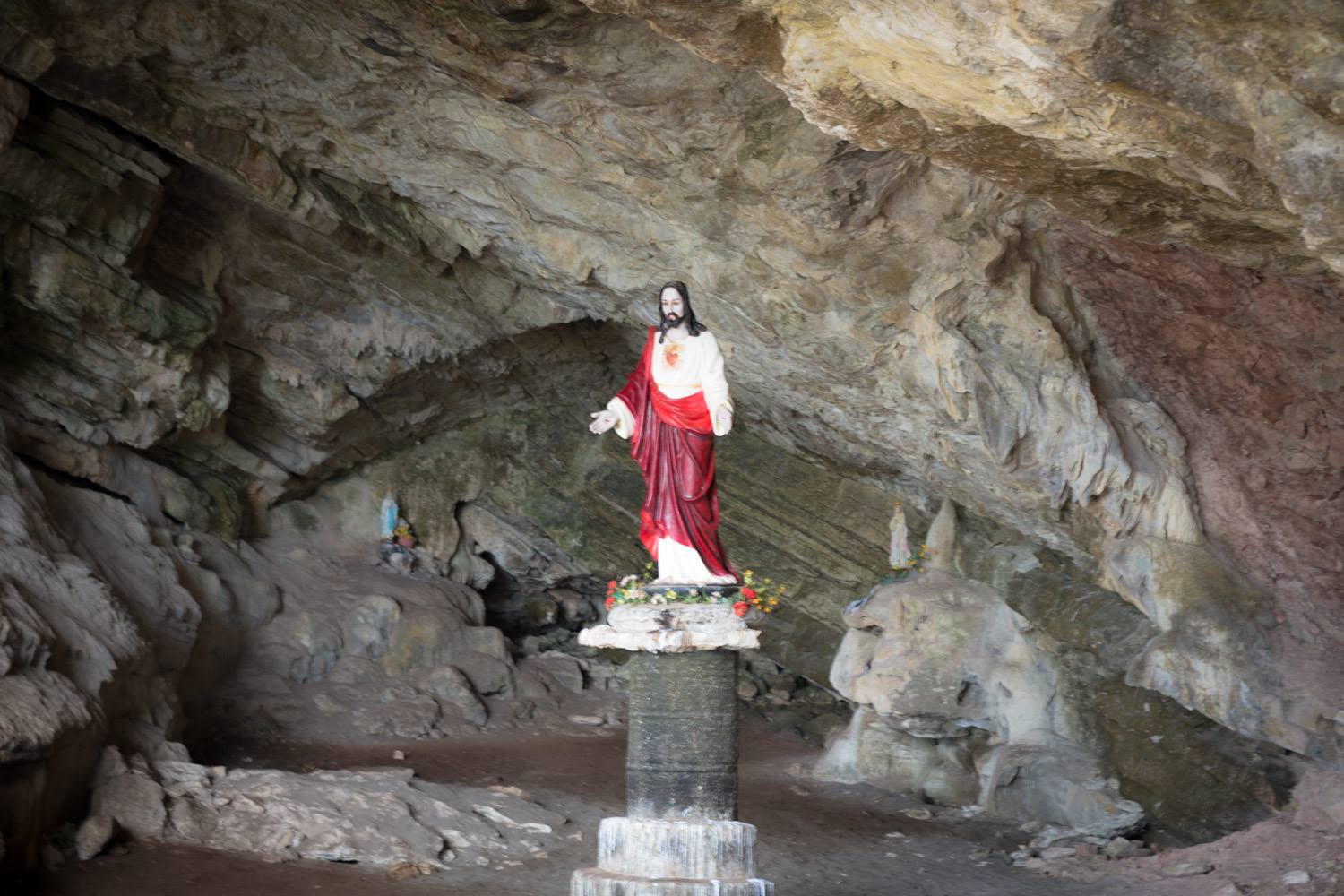
Jesusstatue in Didimera

In einer Grotte am Fuße des als heilig geltenden Berges, nah der Küstenstraße befindet sich ein Altar mit einer Jesus- und einer Marienstatue.